# Mahaska County
Mahaska County är ett administrativt område i delstaten Iowa, USA. År 2010 hade countyt 22 381 invånare. Den administrativa huvudorten (county seat) är Oskaloosa.

## Geografi
Enligt United States Census Bureau har countyt en total area på 1 485 km². 1 479 km² av den arean är land och 7 km² är vatten.

### Angränsande countyn
- Jasper County - nordväst
- Poweshiek County - norr
- Keokuk County - öst
- Wapello County - sydost
- Monroe County - sydväst
- Marion County - väst

### Orter
- Barnes City (delvis i Poweshiek County)
- Beacon
- Eddyville (delvis i Monroe County, delvis i Wapello County)
- Fremont
- Keomah Village
- Leighton
- New Sharon
- Oskaloosa (huvudort)
- Rose Hill
- University Park